# Patricia Quinn (actrice nord-irlandaise)
Pour les articles homonymes, voir Patricia Quinn.
Patricia Quinn, née le 28 mai 1944 à Belfast, est une actrice d'origine irlandaise. Elle est principalement connue pour son rôle de Magenta, la soubrette dans le film The Rocky Horror Picture Show. Ce sont également ses lèvres rougies qui illustrent en play back la chanson du générique Science Fiction / Double Feature. Elle a joué également dans la suite du Rocky Horror, Shock Treatment, en 1981, mais aussi dans Monty Python : Le Sens de la vie en 1983.